# Fate/stay night: Heaven's Feel
Pour le jeu d'origine, voir Fate/stay night.
Fate/stay night: Heaven's Feel (劇場版 フェイト／ステイナイト ヘブンズフィール, Gekijōban Feito/suteinaito: Hebunzufīru) est une trilogie de films d'animation japonaise produite par le studio ufotable, réalisée par Tomonori Sudō, écrite par Akira Hiyama et incluant une bande originale composée par Yuki Kajiura. La trilogie adapte Heaven's Feel, le troisième et dernier scénario du visual novel Fate/stay night de TYPE-MOON avec pour héroïne principale, Sakura Matō, qui est affectée par un conflit entre mages connu sous le nom de la Guerre du Saint Graal.
Le premier film de la trilogie, intitulé I. presage flower, est projeté pour la première fois au Japon le 14 octobre 2017. Le second long métrage, intitulé II. lost butterfly, est sorti le 12 janvier 2019. Le troisième et dernier film, intitulé III. spring song, est sorti le 15 août 2020 après plusieurs reports en raison de la pandémie de Covid-19 au Japon. Dans les pays francophones, Wakanim détient les droits de la trilogie, dont des projections des films ont eu lieu en France, et en Belgique pour le dernier film, et les diffuse également en streaming sur sa plateforme.
Il s'agit de la quatrième adaptation en anime des œuvres de TYPE-MOON par ufotable, après la série de films The Garden of Sinners, les séries télévisées Fate/Zero et Fate/stay night: Unlimited Blade Works et également la quatrième adaptation en anime du visual novel Fate/stay night, après les adaptations de Studio DEEN avec la série télévisée Fate/stay night et le film Fate/stay night: Unlimited Blade Works ; et l'adaptation d'ufotable avec Fate/stay night: Unlimited Blade Works. La trilogie est également la première adaptation en anime de la route Heaven's Feel.

## Synopsis

### I. presage flower
Après avoir abandonné le club de kyūdō de l'école en raison d'une blessure, le mage amateur Shirō Emiya se lie d'amitié avec une autre élève, Sakura Matō, qui visite régulièrement sa demeure sous la garde de sa tutrice Taiga Fujimura. Mais une nuit alors qu'il se trouvait encore au lycée, Shirō observe un combat entre deux « Servants », Lancer et Archer, et tente de fuir avant de se faire tuer par Lancer. Toutefois, Shirō se réveille par la suite au même endroit et décide de rentrer chez lui mais il est de nouveau attaqué par Lancer et invoque par inadvertance Saber, qui parvient à chasser l'assaillant. Saber sentant ensuite la présence d'Archer, le prend immédiatement d'assaut mais se fait arrêter par Shirō, et ils découvrent qu'Archer est au service de Rin Tōsaka, une connaissance scolaire de Shirō ; celle-ci ayant utilisé son collier pour faire revivre Shirō. Rin emmène Shirō chez le prêtre Kirei Kotomine, où il apprend qu'il est un « Master » dans un conflit entre les mages qui se produit à Fuyuki toutes les quelques décennies, appelé la « Guerre du Saint Graal », qui est une bataille générale où tous les participants s'affrontent en même temps pour revendiquer un ancien artefact magique censé exaucer un souhait au vainqueur. Chaque Master reçoit la responsabilité et la protection d'un Servant, qui est la matérialisation d'un « Esprit héroïque », l'âme d'une personnalité héroïque et/ou légendaire. Kiritsugu Emiya était le Master de Saber lors de la précédente guerre, et un terrible incendie a été provoqué à la fin de celle-ci, traumatisant son fils adoptif Shirō.
Après un combat contre Illyasviel von Einzbern et son Servant Berserker à la sortie de l'église, Shirō et Saber se sont séparés de Rin, et défont Rider alors qu'elle se nourrit en mana en s'en prenant à des gens ordinaires notamment Ayako Mitsuzuri, une connaissance de Shirō et la capitaine du club de kyūdō, et dont son Master se révèle être Shinji Matō. Après cette défaite, ce dernier est ridiculisé par son grand-père Zōken. Shirō leur demande alors si Sakura est impliquée dans la guerre, mais Shinji le nie tout en quittant la scène avec Zōken. Afin de la protéger de la violence que Shinji lui fait subir pour sa défaite, Shirō convainc Sakura de rester dans la demeure Emiya, espérant la garder en sécurité avec Saber.
Au même moment, True Assassin est invoqué par Zōken en servant de réceptacle la chair d'Assassin au temple Ryūdō, dont il émerge de son corps et tuant ce dernier sur le coup. La Servant Caster et son Master Sōichirō Kuzuki sont ensuite tués par ce personnage. Lancer est chargé de traquer le nouvel Assassin mais ce dernier l'attire dans une embuscade, lui arrache le cœur et laisse un être spécial engloutir Lancer. Cette « Ombre » réapparaît pour consumer le cadavre de Caster que Zōken manipulait comme une marionnette dont Shirō, Rin et leurs Servants ont assisté à la scène sans trop comprendre la situation. Zōken révèle également sa véritable forme qui est une nuée d'insectes familiers appelés « insectes-blason » (刻印虫, Kokuinchū, en anglais : Crest Worms) et se retire. Kirei avertit Shirō par la suite que l'entité dangereuse qui rode autour du temple Ryūdō est une menace pour toute la ville et lui révèle au passage la disparition de Lancer dont il était le Master.
Plus tard dans la nuit, Shirō et Saber se rendent au temple Ryūdō, où Assassin les tend dans une embuscade et attire Saber vers l'Ombre tandis que Zōken attaque Shirō. Rider intervient pour aider Shirō et chasse Assassin avant de partir, embrouillant Shirō. Alors qu'il quitte le temple tout en appelant Saber en vain, Shirō croise l'Ombre qui disparaît sans lui faire du mal. En réalité, Saber s'est laissé engloutir par l'Ombre plutôt que d'être tuée par Assassin et, piégée à l'intérieur de celle-ci, elle rencontre une version corrompue d'elle-même. Pendant ce temps, Rin et Archer pénètrent dans le sous-sol des Matō et le trouvent infesté d'insectes-blason. Dans une ruelle, Zōken fait dévorer une femme par ses insectes et explique à Assassin qu'il doit le faire de temps en temps pour se maintenir en vie. Shirō rentre chez lui et retrouve Sakura, qui montre son inquiétude face à ses blessures et la réconforte.

### II. lost butterfly
Malgré la perte de son Servant, Shirō a l'intention de continuer les combats. À son retour d'une réunion avec Rin, Shirō découvre que Sakura a été enlevée par Shinji, Shirō l'affronte alors et est rejoint par Rin et Archer. Sakura plaide pour que tout le monde s'arrête et Rider tient compte de son appel, révélant Sakura comme son véritable Master. Shinji lui demande de donner le contrôle de Rider, mais face au refus de Sakura, il utilise une potion sur elle qui lui fait perdre le contrôle de son mana et s'enfuit. Archer et Rin attaquent Sakura, mais Rider la défend et commence à les pétrifier avec son regard, révélant sa véritable identité comme étant Méduse. Cependant, en voyant Shirō perdre connaissance après s'être blessé, la peine de Sakura la pousse à se blesser elle-même, forçant Rider à arrêter son pouvoir.
Shirō se réveille dans l'église de Fuyuki, où Kirei Kotomine a soigné Sakura. Il explique que le corps de Sakura est infesté par les insectes-blason de Zōken, qui se nourrissent de son mana et la rendent excitée. Alors que Rin envisage de tuer Sakura pour le danger qu'elle représente, Kotomine révèle à Shirō que les deux filles sont des sœurs biologiques, Sakura ayant été donnée à la famille Matō pour adoption. Malgré les tentatives de Sakura de le repousser pour sa propre sécurité, Shirō lui promet qu'il la protégera même au prix de ses idéaux. Sakura retourne ensuite dans la demeure Emiya avec Rider, qui commence lentement à faire confiance à Shirō, mais elle est régulièrement excitée à cause des insectes-blason et son comportement devient imprévisible.
Shirō cherche alors à obtenir le soutien d'Illya mais à la place il assiste avec Rin à un combat dans le domaine des Einzbern où Saber Alter, la forme corrompue de Saber et relâchée par l'Ombre, domine Berserker sur tous les points. Alors qu'Archer est capable de dérouter Assassin, l'Ombre le blesse mortellement et coupe le bras gauche de Shirō. Avant de mourir, Archer coupe son propre bras gauche et le transplante sur Shirō pour lui sauver la vie. Ayant perdu leurs Servants, Rin et Illya emménagent chez Shirō pour planifier leur prochaine étape tout en aidant Shirō à s'habituer à son nouveau bras, désormais scellé avec un tissu sacré car son corps ne peut pas gérer le pouvoir d'Archer qui y réside. Cependant, à mesure que Rin se rapproche de Shirō, une jalousie se développe chez Sakura, cette dernière interroge alors Shirō sur ses sentiments et s'il la voit comme une femme, Shirō affirmant qu'il est amoureux d'elle, et passent leur nuit ensemble.
Une nuit, Sakura somnole et marche dans toute la ville, tuant plusieurs personnes au passage. Le Servant Gilgamesh l'attaque, mais l'Ombre le dévore. Sakura retourne ensuite dans la demeure Emiya et Shirō se rend compte que l'Ombre vient d'elle. En raison des blessures qu'elle a subies de Gilgamesh, Sakura est clouée au lit et Illya lui dit qu'elle est devenue le réceptacle du Saint Graal, signifiant qu'elle n'a plus beaucoup de temps pour vivre. Shirō est ensuite approché par Zōken, qui révèle que l'Ombre est un morceau du Saint Graal d'il y a dix ans qu'il a implanté dans Sakura et prétend que cette entité n'est pas son allié car il peut à peine garder le contrôle. Zōken explique également à Shirō que le seul moyen d'arrêter l'Ombre est pour lui de tuer Sakura, car il est le seul en qui elle a suffisamment confiance pour se laisser approcher, mais il ne peut pas se résoudre à le faire.
Se voyant comme un fardeau pour Shirō, Sakura ordonne à Rider de le protéger et retourne au domaine Matō, avec Shirō tentant de la rattraper. Malheureusement, dès que Sakura arrive, Shinji tente de la violer, la tenant pour responsable de son incapacité à devenir un mage. Sous la menace de Shinji de raconter à Shirō qu'il a violé sa sœur pendant des années, Sakura panique et tue son frère adoptif. Alors que Sakura se rend compte de ce qu'elle a fait, l'Ombre apparaît et fusionne avec elle, la corrompant.

### III. spring song
Shirō Emiya se précipite chez les Matō, seulement pour y retrouver le cadavre de Shinji ; Zōken apparaît alors et se moque de Shirō pour son rôle dans la corruption de Sakura et lui envoie ses insectes avant d'être sauvé par Rider. Désormais entièrement corrompue, Sakura revient avec Saber Alter et enlève avec succès Illya afin de l'utiliser comme un réceptacle pour le Saint Graal, comme ce fut le cas pour sa mère. Désespéré d'aider sa sœur adoptive, Shirō demande à contrecœur l'aide de Kirei Kotomine. 
En prenant d'assaut le château des Einzbern, Kirei s'engage contre Zōken et son Servant Assassin afin que Shirō puisse s'échapper avec Illya, mais Sakura relâche Berserker — lui aussi corrompu par l'Ombre comme Saber — pour les prendre en chasse. En l'absence d'alternative, Shirō défait le suaire sacré scellant le bras gauche transplanté d'Archer bien qu'il sache que cela finira par le tuer, réveillant la magie d'Archer et répliquant l'arme de Berserker afin de le vaincre. Reprenant ses esprits, Berserker confie la sécurité d'Illya à Shirou avant de disparaître. Pendant ce temps, Kirei repousse Assassin assez longtemps pour purifier Zōken et détruire son corps ; durant son combat, il se souvient qu'il ne peut ressentir le bonheur que lorsque les autres souffrent, cherchant le Graal dans l'espoir d'apprendre pourquoi quelqu'un aussi « tordu » que lui existe. Kirei croise alors Sakura et, la poussant trop loin avec ses railleries, elle détruit son cœur artificiel qui l'a maintenu en vie après la dernière guerre du Saint Graal. Bien que mortellement blessé, Kirei est épargné lorsque Sakura absorbe involontairement l'esprit de Berserker lors de sa défaite, se retirant en raison d'une immense douleur.
Laissant Kirei pour mort, Shirō se réunit avec Illya et Rin pour savoir comment maîtriser Sakura, où Illya suggère que la Jeweled Sword Zelretch - l'arme du plus ancien mage connu - pourrait être en mesure de l'arrêter. Rin et Illya combinent leurs pouvoirs pour permettre à Shirō de voir les souvenirs enregistrés des familles Tōsaka, Einzbern et Makiri, apprenant comment le Saint Graal a été conçu en premier lieu. Tout en copiant l'épée de Zelretch à partir des souvenirs, la puissance du bras déchaîné d'Archer continue d'endommager Shirō à la fois mentalement et physiquement, érodant ses souvenirs tandis que les épées se manifestent dans tout son corps. Entre-temps, Zōken complote pour faire du corps de Sakura son nouveau réceptacle, révélant que le véritable emplacement de son âme est un ver familier près du cœur de Sakura. Cependant, fatiguée des abus de son grand-père, Sakura tue et absorbe Assassin avant d'arracher Zōken de sa poitrine, l'écrasant alors qu'elle ignore ses appels pour l'épargner.
Après que Shirō ait rassuré Rider sur le fait qu'il sauvera et protégera Sakura malgré tout ce qu'elle a fait, le duo voyage avec Rin jusqu'à la grotte de Fuyuki, où le Saint Graal est sur le point de naître. À l'intérieur, Saber Alter apparaît et révèle que Sakura lui a ordonné de ne laisser passer que Rin et d'éliminer Shirō et Rider. Dépensant presque toute leur énergie, le duo vainc finalement Saber, avec Shirō donnant à contrecœur le coup de grâce à son ancien Servant, la libérant de son tourment. Pendant ce temps, Rin se bat contre Sakura en utilisant le pouvoir de la Jeweled Sword Zelretch pour égaler aux ombres de Sakura. Au cours de leur combat, Sakura accuse Rin de l'avoir abandonnée à une éducation infernale avec les Matō. Initialement stoïque, Rin blesse mortellement Sakura en sacrifiant la Jeweled Sword mais ne peut finalement pas se résoudre à la tuer ; choisissant d'enlacer Sakura, Rin admet à la fin qu'elle aime sa sœur et regrette de ne jamais avoir essayé de la sauver. Malheureusement, Sakura a déjà blessé Rin à ce stade et, accablée de remords, elle se libère du contrôle de l'Ombre assez longtemps pour que Shirō puisse l'atteindre. Recréant le Rule Breaker de Caster, Shirō rompt la connexion de Sakura à l'Ombre, restaurant enfin sa santé mentale et son corps.
Bien que l'Ombre soit purgée de Sakura, le Saint Graal tente toujours d'émerger, qui est corrompu par une entité perverse connue sous le nom d'Angra Mainyu, manipulant l'Ombre comme un avatar. Réalisant que la renaissance de l'esprit malveillant signifiera la fin du monde, Shirō ordonne à Rider d'emmener Rin et Sakura en sécurité, mais un Kirei mourant se tient sur le chemin de Shirō car il croit qu'Angra Mainyu révélera son but dans la vie. Les deux hommes aux portes de la mort s'affrontent dans un féroce combat à mains nues dans lequel Kirei est finalement vaincu, déclarant Shirō vainqueur de la guerre du Saint Graal juste avant de mourir. Avant que Shirō ne puisse détruire le Graal au prix de sa vie, Illya apparaît en déclarant qu'elle protégera son petit frère et, ignorant les appels en larmes de Shirō tout en lui donnant un dernier sourire, Illya se sacrifie en portant la Dress of Heaven. Invoquant Heaven's Feel pour arrêter le déchaînement du Graal et sauver l'âme de Shirō de son corps mourant, Illya retrouve brièvement l'âme de sa mère Irisviel avant de mourir.
Quelques mois après la fin de la guerre du Saint Graal, Rin et Sakura restaurent l'âme de Shirō dans un corps artificiel fourni par Tōko Aozaki. Reprenant leur relation, Shirō et Sakura — avec Rin, Taiga et une Rider subsistant avec l'énorme réserve de mana de Sakura — vont voir les cerisiers en fleurs, comme Shirō l'a promis.

## Fiche technique
- Titre français : Fate/stay night: Heaven's Feel
- Titre original : Fate/stay night [Heaven's Feel] (フェイト／ステイナイト ヘブンズフィール?)
- Réalisation : Tomonori Sudō
- Scénario : Akira Hiyama d'après le visual novel Fate/stay night de Kinoko Nasu (TYPE-MOON)
- Conception des personnages : Tomonori Sudō (chef-animateur), Atsushi Itagaki, Hisayuki Tabata avec les dessins originaux de Takashi Takeuchi
- Direction artistique : Kōji Etō
- Musique originale : Yuki Kajiura
- Studio d'animation : ufotable
- Distribution :  Aniplex
- Dates de sortie :
  - I. presage flower :
    - Japon : 14 octobre 2017

  - II. lost butterfly :
    - Japon : 12 janvier 2019

  - III. spring song :
    - Japon : 15 août 2020

## Distribution
| Personnages             | Voix japonaise,      |
| ----------------------- | -------------------- |
| Shirō Emiya             | Noriaki Sugiyama     |
| Sakura Matō             | Noriko Shitaya (ja)  |
| Saber                   | Ayako Kawasumi       |
| Rin Tōsaka              | Kana Ueda            |
| Archer                  | Junichi Suwabe       |
| Shinji Matō             | Hiroshi Kamiya       |
| Rider                   | Yū Asakawa           |
| Taiga Fujimura          | Miki Itō             |
| Illyasviel von Einzbern | Mai Kadowaki         |
| Kirei Kotomine          | Jōji Nakata          |
| Lancer                  | Nobutoshi Kanna      |
| Sōichirō Kuzuki         | Kazuhiro Nakata (ja) |
| Caster                  | Atsuko Tanaka        |
| Assassin                | Shin'ichirō Miki     |
| Zōken Matō              | Masane Tsukayama     |
| True Assassin           | Tetsu Inada          |
| Gilgamesh               | Tomokazu Seki        |
| Ayako Mitsuzuri         | Fumie Mizusawa (ja)  |
| Issei Ryūdō             | Mitsuaki Madono (ja) |
| Kiritsugu Emiya         | Rikiya Koyama        |

## Conception des films

### Production
Le réalisateur en chef Tomonori Sudō (ja) a été chargé de la conception des personnages et de la direction de l'animation pour le projet de Takashi Takeuchi qu'est le « TYPE-MOON x ufotable project ». Pour cette trilogie, en plus de la réalisation et du storyboard, Sudō a également endossé le rôle de chef-animateur et de character designer. La bande originale est composée par Yuki Kajiura, qui était chargée de la production musicale pour The Garden of Sinners et Fate/Zero. Aimer est responsable des chansons à thème des trois films. Le personnel principal est presque le même que Fate/Zero et Fate/stay night: Unlimited Blade Works, dont le nouvel acteur est Kadokawa qui participe au comité de production, la société a notamment édité la version [Réalta Nua] du visual novel et publie le manga adaptant Heaven's Feel. Cependant, Kadokawa n'est pas intervenue sur la production et les producteurs n'ont pas changé. Takahiro Miura (ja), qui était le réalisateur de Fate/stay night: Unlimited Blade Works, était responsable d'une partie du storyboard et de la mise en scène des combats pour les deux premiers films. De plus, Yūichi Terao, le directeur de la photographie, a été le réalisateur de l'opening pour le premier film.
Le projet était prévu en même temps que la série télévisée d'animation Fate/stay night: Unlimited Blade Works (UBW), et sa production a commencé après la fin de la diffusion de UBW. Lorsque la planification de ce travail a commencé, Sudō s'était présenté comme réalisateur en avançant « Si c'est fait par ufotable, j'aimerai en être le réalisateur » (ufotableが制作するのなら監督をやらせてもらいたい), et dès que la production des character design et la direction de l'animation de UBW était terminée, il a commencé à travailler sur le film,.

### Scénario
Dans la production de cette trilogie, Tomonori Sudō a été chargé par le PDG d'ufotable Hikaru Kondō (ja) de décider du thème de chaque film, ainsi pour le thème du premier film est « l'Effondrement du quotidien » (日常の崩壊, Nichijō no hōkai) et celui du deuxième film « le Choix » (選択, Sentaku).
Au moment de la planification, l'auteur d'origine de Fate/stay night, Kinoko Nasu, prévoyait d'apporter plus de révisions au scénario que UBW afin de le rendre plus approprié pour 2017. Cependant, Sudō voulait garder le film fidèle au scénario de base et a soumis à Nasu un livre de plans manuscrit ayant l'épaisseur d'un dictionnaire qui résume l'ensemble des trois films, la composition de l'intrigue et des scènes de chaque film, et de divers paramètres. En voyant cela, Nasu a décidé de faire la composition avec sa proposition basée sur le scénario original bien qu'il fût nécessaire de modifier l'ordre chronologique et les situations à cause de la durée,.
Dans la production du scénario, Akira Hiyama d'ufotable a écrit un script basé sur les intrigues et les storyboards de Sudō, et Nasu a supervisé ce qui a été modifié avec Sudō. Nasu a supervisé les scénarios et les post-enregistrements, il a également créé les titres pour chaque film demandé par ufotable et produit de nouvelles répliques. Cependant, du fait de l'enthousiasme de Sudō qui souhaite développer le projet suivant l'œuvre originale, il a adopté un style moins impliqué dans la production que lorsqu'il était dans UBW. Ainsi, la trilogie incorpore des éléments à la fois de la version PC d'origine et de la version [Réalta Nua], et dont certains scènes ont repris les dialogues de la version PC.
Dans le premier film, la proposition de préproduction de Sudō diffère tout de même du scénario original du visual novel, en incluant notamment des événements se déroulant un an et demi avant l'histoire principale comme des éléments originaux, et ce, avec la volonté de montrer au public que « cette œuvre est l'histoire de Shirō Emiya et Sakura Matō » (この作品は衛宮士郎と間桐桜の物語である). L'intrigue débute ainsi sur la rencontre entre Shirō et Sakura jusqu'au début de la Guerre du Saint Graal, car Sudō pense que leur relation est la partie la plus importante de l'histoire. Le producteur Yuma Takahashi avait des opinions similaires, estimant que le style de certaines scènes symbolisant la romance entre Shirō et Sakura était nécessaire. Sur la base de cette intrigue, Hiyama a simplifié la fluidité et Sudō l'a ensuite présenté dans un storyboard approximatif et l'a soumis à Nasu. Après la validation, le storyboard a été mis au propre, et en outre, Hiyama a produit minutieusement les répliques et affiné le contenu avec Sudō. De plus, un scénario a été créé pour le personnage de Shinji Matō afin que le public puisse comprendre la signification de ses actions, au point qu'il apparaît au côté de Shirō et Sakura dans le générique de fin du premier film sur la troisième colonne.
Le livre que Sakura lit dans le premier film est Ubazakura (乳母桜) de Lafcadio Hearn. L'idée a été introduite par Sudō étant donné que Sakura aime les kaidan dans l'œuvre d'origine et que Sudō s'imaginait que « Sakura n'arrivant pas à comprendre le contenu d'Ubazakura, elle s'est mise à le relire plusieurs fois » (桜は『乳母桜』の内容を理解できず何度も読んでしまうのではないか).
Le deuxième film a été classé comme PG-12 car, outre le développement de la version [Réalta Nua], il reprend de nombreux développements de la version PC qui comprend des scènes pour adultes.

### Visuels et réalisation
Takashi Takeuchi agit également en tant que producteur en plus d'être crédité en tant que créateur des character designs originaux, même s'il est essentiellement impliqué sur la supervision des personnages et la production de nouveaux costumes. Comme avec UBW, la conception des personnages est créditée à 3 personnes, mais c'est en réalité parce que certaines des conceptions de la série télévisée sont également utilisées dans ce projet, Hisayuki Tabata n'a pas véritablement participé au travail. De plus, la conception des personnages a été réajustée sur la base des conceptions de Fate/Zero et UBW. Tomonori Sudō (ja), qui a participé à la conception des personnages de Fate/Zero et UBW, a mené quelques changements aux personnages dont Tabata était responsable et Atsushi Ikariya (ja), qui a aussi participé à ces séries, s'est occupé du design de True Assassin.
Sudō et Takahiro Miura (ja), réalisateur de UBW, se sont chargés tous les deux du storyboard pour les deux premiers films. Miura était responsable d'une partie du storyboard notamment pour la mise en scène des combats, avec dans le premier film les combats entre Lancer et True Assassin ainsi qu'au temple Ryūdō, et dans le deuxième film pour les combats dans le domaine des Einzbern. Mis à part les scènes de combats confiés à Miura, Sudō s'est occupé des autres parties du storyboard,.
La réalisation est faite par l'équipe de réalisateurs d'ufotable, Sudō n'ayant pas participé au processus de réalisation entamé au stade initial de la production des dessins (作画, sakuga), contrairement à ce que les réalisateurs font généralement. Pour Sudō, qui a une plus grande expérience en tant que chef-animateur que réalisateur, il valait mieux laisser un réalisateur expérimenté faire le travail de mise en scène plutôt que de lui confier cette tâche et pensait qu'il serait plus efficace de coordonner la pièce finale en tant que directeur de l'animation. Cependant, Sudō a inclus dans son storyboard toutes les découpes, y compris les arrière-plans, à un niveau proche des dessins de l'animation, au point que le réalisateur et character designer Atsushi Ikariya a déclaré que « le storyboard de Sudō était si détaillé qu'il était fondamentalement suffisant pour mener la production en suivant le storyboard »,. La mise en scène du premier film est réalisée en suivant le storyboard de Sudō par les réalisateurs d'ufotable Kei Tsunematsu et Atsushi Ikariya, qui sont étroitement liés à Sudō ; pour le deuxième film, ils sont rejoints par Takuya Nonaka (ja), le directeur d'ufotable Tokushima Studio, et Junichi Minamino, un animateur d'ufotable. Miura était chargé de mettre en scène le storyboard,.
En revanche, Sudō est chargé de l'animation, ainsi l'ensemble des dessins de l'œuvre est unifié par ce dernier, modifiant les dessins au stade final. Il a ainsi mené des retouches sur l'ensemble du processus de la préproduction du premier film.
Sudō a intégré des méduses dans les key visuals et les films en tant que symbole de Sakura Matō. Cela a été introduit parce que Sudō, qui aime les poissons tropicaux, y voyait un certain lien entre les méduses et Sakura.
La direction de l'image est différente de UBW et dont l'ambiance se rapproche davantage de The Garden of Sinners. Cela vient de la demande de Sudō à laquelle il voulait que « les images dégagent une sensation d'atmosphère sèche et créent une ambiance malsaine ». En revanche, en ce qui concerne la demeure Emiya, à l'exception des scènes menaçantes, l'art dégage une atmosphère chaleureuse typique d'anime dessiné à la main.

### Musique

#### Bande originale
La bande originale de la trilogie est composée par Yuki Kajiura et publiée par Aniplex. La compositrice avait précédent travaillé sur la bande originale de Fate/Zero et avait aussi participé sur celle de Fate/stay night: Unlimited Blade Works en tant qu'invitée. Le premier disque contenant 31 pistes est inclus dans l'édition limitée du coffret Blu-ray/DVD du premier film, sorti le 9 mai 2018,. Le deuxième disque est également compris dans l'édition limitée du coffret Blu-ray/DVD du deuxième film, sorti le 21 août 2019,.
| Fate/stay night: Heaven's Feel - I. presage flower Original Soundtrack | Fate/stay night: Heaven's Feel - I. presage flower Original Soundtrack | Fate/stay night: Heaven's Feel - I. presage flower Original Soundtrack | Fate/stay night: Heaven's Feel - I. presage flower Original Soundtrack | Fate/stay night: Heaven's Feel - I. presage flower Original Soundtrack | Fate/stay night: Heaven's Feel - I. presage flower Original Soundtrack | Fate/stay night: Heaven's Feel - I. presage flower Original Soundtrack | Fate/stay night: Heaven's Feel - I. presage flower Original Soundtrack | Fate/stay night: Heaven's Feel - I. presage flower Original Soundtrack | Fate/stay night: Heaven's Feel - I. presage flower Original Soundtrack |
| No                                                                     | Titre                                                                  | Durée                                                                  |                                                                        |                                                                        |                                                                        |                                                                        |                                                                        |                                                                        |                                                                        |
| ---------------------------------------------------------------------- | ---------------------------------------------------------------------- | ---------------------------------------------------------------------- | ---------------------------------------------------------------------- | ---------------------------------------------------------------------- | ---------------------------------------------------------------------- | ---------------------------------------------------------------------- | ---------------------------------------------------------------------- | ---------------------------------------------------------------------- | ---------------------------------------------------------------------- |
| 1.                                                                     | and she came to me                                                     | 0:17                                                                   |                                                                        |                                                                        |                                                                        |                                                                        |                                                                        |                                                                        |                                                                        |
| 2.                                                                     | calm and quiet days                                                    | 2:29                                                                   |                                                                        |                                                                        |                                                                        |                                                                        |                                                                        |                                                                        |                                                                        |
| 3.                                                                     | cherries are falling                                                   | 0:10                                                                   |                                                                        |                                                                        |                                                                        |                                                                        |                                                                        |                                                                        |                                                                        |
| 4.                                                                     | calm days, passing by                                                  | 0:57                                                                   |                                                                        |                                                                        |                                                                        |                                                                        |                                                                        |                                                                        |                                                                        |
| 5.                                                                     | wounded past                                                           | 0:40                                                                   |                                                                        |                                                                        |                                                                        |                                                                        |                                                                        |                                                                        |                                                                        |
| 6.                                                                     | foreboding                                                             | 0:55                                                                   |                                                                        |                                                                        |                                                                        |                                                                        |                                                                        |                                                                        |                                                                        |
| 7.                                                                     | open the curtains                                                      | 1:33                                                                   |                                                                        |                                                                        |                                                                        |                                                                        |                                                                        |                                                                        |                                                                        |
| 8.                                                                     | the flower will bloom                                                  | 3:25                                                                   |                                                                        |                                                                        |                                                                        |                                                                        |                                                                        |                                                                        |                                                                        |
| 9.                                                                     | scar of the war                                                        | 2:01                                                                   |                                                                        |                                                                        |                                                                        |                                                                        |                                                                        |                                                                        |                                                                        |
| 10.                                                                    | the decision to fight                                                  | 1:06                                                                   |                                                                        |                                                                        |                                                                        |                                                                        |                                                                        |                                                                        |                                                                        |
| 11.                                                                    | overpowered                                                            | 1:52                                                                   |                                                                        |                                                                        |                                                                        |                                                                        |                                                                        |                                                                        |                                                                        |
| 12.                                                                    | in the maze                                                            | 1:02                                                                   |                                                                        |                                                                        |                                                                        |                                                                        |                                                                        |                                                                        |                                                                        |
| 13.                                                                    | she is the Saber                                                       | 2:21                                                                   |                                                                        |                                                                        |                                                                        |                                                                        |                                                                        |                                                                        |                                                                        |
| 14.                                                                    | and he vanished                                                        | 2:53                                                                   |                                                                        |                                                                        |                                                                        |                                                                        |                                                                        |                                                                        |                                                                        |
| 15.                                                                    | his war, my war                                                        | 2:18                                                                   |                                                                        |                                                                        |                                                                        |                                                                        |                                                                        |                                                                        |                                                                        |
| 16.                                                                    | his war, my war #2                                                     | 0:54                                                                   |                                                                        |                                                                        |                                                                        |                                                                        |                                                                        |                                                                        |                                                                        |
| 17.                                                                    | crawling shadow                                                        | 1:02                                                                   |                                                                        |                                                                        |                                                                        |                                                                        |                                                                        |                                                                        |                                                                        |
| 18.                                                                    | the loser has to fall                                                  | 2:21                                                                   |                                                                        |                                                                        |                                                                        |                                                                        |                                                                        |                                                                        |                                                                        |
| 19.                                                                    | she decides, he decides                                                | 2:15                                                                   |                                                                        |                                                                        |                                                                        |                                                                        |                                                                        |                                                                        |                                                                        |
| 20.                                                                    | her sorrow, his anger                                                  | 1:17                                                                   |                                                                        |                                                                        |                                                                        |                                                                        |                                                                        |                                                                        |                                                                        |
| 21.                                                                    | song of a tiny flower                                                  | 3:35                                                                   |                                                                        |                                                                        |                                                                        |                                                                        |                                                                        |                                                                        |                                                                        |
| 22.                                                                    | lancer and assassin                                                    | 4:59                                                                   |                                                                        |                                                                        |                                                                        |                                                                        |                                                                        |                                                                        |                                                                        |
| 23.                                                                    | interception                                                           | 2:05                                                                   |                                                                        |                                                                        |                                                                        |                                                                        |                                                                        |                                                                        |                                                                        |
| 24.                                                                    | existence of shadow                                                    | 2:56                                                                   |                                                                        |                                                                        |                                                                        |                                                                        |                                                                        |                                                                        |                                                                        |
| 25.                                                                    | what are you gonna do?                                                 | 3:04                                                                   |                                                                        |                                                                        |                                                                        |                                                                        |                                                                        |                                                                        |                                                                        |
| 26.                                                                    | into the battle                                                        | 1:41                                                                   |                                                                        |                                                                        |                                                                        |                                                                        |                                                                        |                                                                        |                                                                        |
| 27.                                                                    | she did not answer                                                     | 2:05                                                                   |                                                                        |                                                                        |                                                                        |                                                                        |                                                                        |                                                                        |                                                                        |
| 28.                                                                    | with or against                                                        | 1:37                                                                   |                                                                        |                                                                        |                                                                        |                                                                        |                                                                        |                                                                        |                                                                        |
| 29.                                                                    | fears and hopes                                                        | 3:40                                                                   |                                                                        |                                                                        |                                                                        |                                                                        |                                                                        |                                                                        |                                                                        |
| 30.                                                                    | now I'm back                                                           | 2:20                                                                   |                                                                        |                                                                        |                                                                        |                                                                        |                                                                        |                                                                        |                                                                        |
| 31.                                                                    | for the butterfly                                                      | 1:01                                                                   |                                                                        |                                                                        |                                                                        |                                                                        |                                                                        |                                                                        |                                                                        |
| 58:51                                                                  |                                                                        |                                                                        |                                                                        |                                                                        |                                                                        |                                                                        |                                                                        |                                                                        |                                                                        |

| Fate/stay night: Heaven's Feel - II. lost butterfly Original Soundtrack | Fate/stay night: Heaven's Feel - II. lost butterfly Original Soundtrack | Fate/stay night: Heaven's Feel - II. lost butterfly Original Soundtrack | Fate/stay night: Heaven's Feel - II. lost butterfly Original Soundtrack | Fate/stay night: Heaven's Feel - II. lost butterfly Original Soundtrack | Fate/stay night: Heaven's Feel - II. lost butterfly Original Soundtrack | Fate/stay night: Heaven's Feel - II. lost butterfly Original Soundtrack | Fate/stay night: Heaven's Feel - II. lost butterfly Original Soundtrack | Fate/stay night: Heaven's Feel - II. lost butterfly Original Soundtrack | Fate/stay night: Heaven's Feel - II. lost butterfly Original Soundtrack |
| No                                                                      | Titre                                                                   | Durée                                                                   |                                                                         |                                                                         |                                                                         |                                                                         |                                                                         |                                                                         |                                                                         |
| ----------------------------------------------------------------------- | ----------------------------------------------------------------------- | ----------------------------------------------------------------------- | ----------------------------------------------------------------------- | ----------------------------------------------------------------------- | ----------------------------------------------------------------------- | ----------------------------------------------------------------------- | ----------------------------------------------------------------------- | ----------------------------------------------------------------------- | ----------------------------------------------------------------------- |
| 1.                                                                      | avant-title                                                             | 2:19                                                                    |                                                                         |                                                                         |                                                                         |                                                                         |                                                                         |                                                                         |                                                                         |
| 2.                                                                      | you have to choose your future                                          | 1:47                                                                    |                                                                         |                                                                         |                                                                         |                                                                         |                                                                         |                                                                         |                                                                         |
| 3.                                                                      | small talk, with my brother                                             | 1:11                                                                    |                                                                         |                                                                         |                                                                         |                                                                         |                                                                         |                                                                         |                                                                         |
| 4.                                                                      | in the passing train                                                    | 0:39                                                                    |                                                                         |                                                                         |                                                                         |                                                                         |                                                                         |                                                                         |                                                                         |
| 5.                                                                      | hurring to the library                                                  | 0:55                                                                    |                                                                         |                                                                         |                                                                         |                                                                         |                                                                         |                                                                         |                                                                         |
| 6.                                                                      | you shouldn't have come here all alone                                  | 0:53                                                                    |                                                                         |                                                                         |                                                                         |                                                                         |                                                                         |                                                                         |                                                                         |
| 7.                                                                      | something I can do                                                      | 1:05                                                                    |                                                                         |                                                                         |                                                                         |                                                                         |                                                                         |                                                                         |                                                                         |
| 8.                                                                      | she is her Hero                                                         | 0:30                                                                    |                                                                         |                                                                         |                                                                         |                                                                         |                                                                         |                                                                         |                                                                         |
| 9.                                                                      | what she was hiding                                                     | 1:19                                                                    |                                                                         |                                                                         |                                                                         |                                                                         |                                                                         |                                                                         |                                                                         |
| 10.                                                                     | the butterfly emerge                                                    | 3:03                                                                    |                                                                         |                                                                         |                                                                         |                                                                         |                                                                         |                                                                         |                                                                         |
| 11.                                                                     | she's made up her mind                                                  | 1:22                                                                    |                                                                         |                                                                         |                                                                         |                                                                         |                                                                         |                                                                         |                                                                         |
| 12.                                                                     | he still can't choose his future                                        | 1:38                                                                    |                                                                         |                                                                         |                                                                         |                                                                         |                                                                         |                                                                         |                                                                         |
| 13.                                                                     | let's go home together                                                  | 1:28                                                                    |                                                                         |                                                                         |                                                                         |                                                                         |                                                                         |                                                                         |                                                                         |
| 14.                                                                     | I will be her Hero                                                      | 0:54                                                                    |                                                                         |                                                                         |                                                                         |                                                                         |                                                                         |                                                                         |                                                                         |
| 15.                                                                     | what he has believed                                                    | 2:28                                                                    |                                                                         |                                                                         |                                                                         |                                                                         |                                                                         |                                                                         |                                                                         |
| 16.                                                                     | there is a crack                                                        | 1:39                                                                    |                                                                         |                                                                         |                                                                         |                                                                         |                                                                         |                                                                         |                                                                         |
| 17.                                                                     | he goes, she goes                                                       | 0:47                                                                    |                                                                         |                                                                         |                                                                         |                                                                         |                                                                         |                                                                         |                                                                         |
| 18.                                                                     | the outbreak of war                                                     | 2:33                                                                    |                                                                         |                                                                         |                                                                         |                                                                         |                                                                         |                                                                         |                                                                         |
| 19.                                                                     | she rules the battlefield                                               | 2:46                                                                    |                                                                         |                                                                         |                                                                         |                                                                         |                                                                         |                                                                         |                                                                         |
| 20.                                                                     | come on, make your move                                                 | 1:24                                                                    |                                                                         |                                                                         |                                                                         |                                                                         |                                                                         |                                                                         |                                                                         |
| 21.                                                                     | He comes back again and again                                           | 2:34                                                                    |                                                                         |                                                                         |                                                                         |                                                                         |                                                                         |                                                                         |                                                                         |
| 22.                                                                     | what else, we can do?                                                   | 1:28                                                                    |                                                                         |                                                                         |                                                                         |                                                                         |                                                                         |                                                                         |                                                                         |
| 23.                                                                     | despair and hope                                                        | 3:06                                                                    |                                                                         |                                                                         |                                                                         |                                                                         |                                                                         |                                                                         |                                                                         |
| 24.                                                                     | petals and butterfly                                                    | 3:39                                                                    |                                                                         |                                                                         |                                                                         |                                                                         |                                                                         |                                                                         |                                                                         |
| 25.                                                                     | in a gentle world                                                       | 2:22                                                                    |                                                                         |                                                                         |                                                                         |                                                                         |                                                                         |                                                                         |                                                                         |
| 26.                                                                     | my stomach is rumbling!                                                 | 1:22                                                                    |                                                                         |                                                                         |                                                                         |                                                                         |                                                                         |                                                                         |                                                                         |
| 27.                                                                     | some sweet candies                                                      | 1:32                                                                    |                                                                         |                                                                         |                                                                         |                                                                         |                                                                         |                                                                         |                                                                         |
| 28.                                                                     | and another dinner                                                      | 2:08                                                                    |                                                                         |                                                                         |                                                                         |                                                                         |                                                                         |                                                                         |                                                                         |
| 29.                                                                     | spreading disaster                                                      | 1:10                                                                    |                                                                         |                                                                         |                                                                         |                                                                         |                                                                         |                                                                         |                                                                         |
| 30.                                                                     | gloomy tension                                                          | 1:39                                                                    |                                                                         |                                                                         |                                                                         |                                                                         |                                                                         |                                                                         |                                                                         |
| 31.                                                                     | bad dream, sad future                                                   | 1:08                                                                    |                                                                         |                                                                         |                                                                         |                                                                         |                                                                         |                                                                         |                                                                         |
| 32.                                                                     | an invitation from the old man                                          | 0:50                                                                    |                                                                         |                                                                         |                                                                         |                                                                         |                                                                         |                                                                         |                                                                         |
| 33.                                                                     | can you save her?                                                       | 2:45                                                                    |                                                                         |                                                                         |                                                                         |                                                                         |                                                                         |                                                                         |                                                                         |
| 34.                                                                     | the song we once sang                                                   | 2:01                                                                    |                                                                         |                                                                         |                                                                         |                                                                         |                                                                         |                                                                         |                                                                         |
| 35.                                                                     | a tiny flower in my dream                                               | 1:27                                                                    |                                                                         |                                                                         |                                                                         |                                                                         |                                                                         |                                                                         |                                                                         |
| 36.                                                                     | I will face my fate                                                     | 1:50                                                                    |                                                                         |                                                                         |                                                                         |                                                                         |                                                                         |                                                                         |                                                                         |
| 37.                                                                     | the lost butterfly                                                      | 1:56                                                                    |                                                                         |                                                                         |                                                                         |                                                                         |                                                                         |                                                                         |                                                                         |
| 63:37                                                                   |                                                                         |                                                                         |                                                                         |                                                                         |                                                                         |                                                                         |                                                                         |                                                                         |                                                                         |

#### Chansons
Les chansons principales des trois films sont composées par Yuki Kajiura et interprétées par Aimer. Pour I. presage flower, la chanson est intitulée Hana no uta (ja) (花の唄, litt. « Le Chant des fleurs »),. Elle se concentre fortement sur le personnage de Sakura.
I beg you (ja) (litt. « Je t'en supplie ») est employée pour II. lost butterfly,. Les paroles décrivent les sentiments de Sakura, tout en explorant la relation entre Sakura et Shirō, et montrent la personnalité sombre de Sakura alors qu'elle cherche à être aimée par Shirō mais elle ne veut pas qu'il connaisse ses secrets.
La chanson Haru wa yuku (春はゆく, litt. « Le printemps arrive ») est utilisée pour III. spring song,.

## Sortie

### Au Japon
Le 27 juillet 2014, l'adaptation en film d'animation de la route Heaven's Feel a été annoncé en tant que 4e production du « TYPE-MOON x ufotable project » lors de la « présentation des dernières informations du Fate projet » (Fate Project最新情報発表会) qui s'est tenue au Shinagawa Intercity Hall (ja),. Sur la scène du « Fate Project 2016 » à l'AnimeJapan qui s'est tenue le 27 mars 2016, il a été annoncé que l'adaptation cinématographique serait divisée en trois films dont le premier sortirait en 2017,. Le titre et la date de sortie du premier film ont été révélés lors du « Fate Project 2017 Special Stage » à l'AnimeJapan le 26 mars 2017, Fate/stay night: Heaven's Feel - I. presage flower est ainsi sorti le 17 octobre 2017,. Des séances de projections en 4DX et MX4D (en) ont débuté à partir du 3 février 2018 à travers 74 salles japonaises.
Le deuxième film Fate/stay night: Heaven's Feel - II. lost butterfly était initialement annoncé pour 2018. Afin que les projections soient dans de meilleures conditions, la date de sortie du long-métrage a été modifiée pour le 12 janvier 2019 et est distribué dans 131 salles au Japon. Des séances de projections en 4DX et MX4D ont débuté à partir du 26 mars 2019.
À la fin des premières projections du deuxième film, il a été annoncé que le troisième et dernier film, Fate/stay night: Heaven's Feel - III. spring song, sortira au printemps 2020. Celui-ci est originairement programmé pour le 28 mars 2020, et dont les réservations de certaines salles étaient complètes. Toutefois, pour des raisons de sécurités en raison de la pandémie de Covid-19 au Japon, un premier report de la sortie du film au 25 avril 2020 avait été annoncé,, avant d'être repoussée jusqu'à nouvel ordre, ; le film est finalement sorti le 15 août 2020,. Des séances de projections en 4DX et MX4D débuteront à partir du 4 septembre 2020 dans 82 salles au Japon,.
Les coffrets Blu-ray/DVD du premier film sont sortis au Japon le 9 mai 2018,. Pour le deuxième film, les coffrets Blu-ray/DVD sont sortis le 21 août 2019. Pour le dernier film, les coffrets Blu-ray/DVD sortiront le 31 mars 2021.

### À l'étranger
Aniplex of America distribue le premier film aux États-Unis qui est sorti le 18 novembre 2017. La société de distribution américaine Azoland Pictures a également projeté dans de nombreuses villes du Canada dès le 14 janvier 2018. Madman Entertainment a annoncé qu'il présenterait le film en avant-première en Australie au Madman Anime Festival à Melbourne le 4 novembre 2017, suivi d'une sortie plus large incluant la Nouvelle-Zélande le 16 novembre 2017. I. presage flower a été présenté en première au Royaume-Uni lors du Scotland Loves Anime (en) le 14 octobre 2018. En collaboration avec Fathom Events (en), Aniplex of America a produit un doublage anglais du film et l'a projeté le 5 et le 7 juin 2018, avant une sortie en Blu-ray le 20 novembre 2018. Pour les îles Britanniques, MVM Entertainment (en) a acquis les droits d'édition des vidéos. Wakanim a également projeté le premier film au Grand Rex à Paris lors d'un événement unique le 2 février 2018, avec la présence de Tomonori Sudō, Yūichi Terao, Koji Eto, Yuma Takahashi et Ryo Kondo,.
En France, le film II. lost butterfly est projeté par Wakanim au Grand Rex à Paris le 23 février 2019,. Aniplex of America a annoncé lors de l'Anime Expo 2018 qu'elle sortirait le deuxième film en salles aux États-Unis, avec une avant-première au Regal LA Live à Los Angeles le 23 février 2019 et des projections plus larges, en collaboration avec Fathom Events, le 14 mars 2019. Il est également projeté au Canada le 14 mars. En Australie et en Nouvelle-Zélande, Madman Entertainment a annoncé qu'elle présenterait le film en avant-première au Madman Anime Festival Sydney 2019 le 16 mars 2019, avec une sortie plus large prévue plus tard dans l'année. Le film est aussi sorti en Malaisie le 18 avril 2019.
L'avant-première nord-américaine de III. spring song était prévue à Los Angeles aux États-Unis le 17 avril 2020 avant d'être annulée ; la sortie nationale, initialement prévue pour le 7 mai, est reportée au 18 novembre 2020,. Une projection du dernier film devait être annoncée par Wakanim en mars 2020 mais au vu de la crise sanitaire en France, l'annonce d'une date a été reportée ; l'avant-première française s'est finalement déroulée le 5 septembre 2020 au Grand Rex de Paris et avec d'autres projections le 18 septembre au cinéma Le Prado de Marseille, dans les cinémas Kinepolis et CGR à travers la France, et également les 18, 19 et 20 septembre dans les cinémas Kinepolis de 3 villes belges. Odex distribue le dernier film en Asie du Sud-Est à différentes dates selon les pays : le 12 septembre à Singapour, le 29 septembre en Malaisie, et le 10 octobre en Indonésie et aux Philippines.
Wakanim détient les droits numériques de la trilogie dans les pays francophones, russophones et les pays nordiques dont le premier film est disponible sur sa plateforme pour ses comptes abonnés depuis le 10 mai 2018 ; puis le deuxième film depuis le 28 août 2019 et le dernier film à partir du 31 mars 2021.

## Accueil

### Réceptions critiques

#### I. presage flower
Kim Morrissy de Anime News Network a attribué à I. presage flower une note globale de « A », le qualifiant de bel ouvrage de cinéma et de la meilleure adaptation de Fate à ce jour. Comme le film se concentrait davantage sur Sakura, Cody Perez de The Fandom Post a déclaré que ses interactions avec Shirō en étaient les meilleures scènes car la personnalité de Shirō ne différait pas trop de Unlimited Blade Works. Dans une autre critique de The Fandom Post, Chris Beveridge a apprécié la façon dont le trouble de stress post-traumatique de Shirō sur l'incendie dans sa ville est montrée reliant l'histoire à la fin de Fate/Zero, explorant ainsi une partie plus profonde de son passé. Bien que le rédacteur ait apprécié ses interactions avec Sakura et Saber, il ne l'a pas trouvé aussi engageant que dans Unlimited Blade Works. Martin Butler de UK Anime Network a critiqué ses traits, les trouvant « fades », mais il a également pensé que l'adaptation en anime était capable de saisir correctement l'écriture de Nasu.
Kim Morrissy l'a également classé comme le meilleur film de 2017 sur Anime News Network. Le film a été nommé dans la catégorie « Meilleur film » lors des Anime Awards 2018 de Crunchyroll,. Dans un sondage réalisé par Anime!Anime!, le film se classe au 2e rang des meilleurs films sortis en 2017 derrière Sword Art Online: Ordinal Scale. Pour les Newtype Anime Awards de 2018, le film a pris la deuxième place dans la catégorie « Meilleur travail (projection en salle) » derrière Bungo Stray Dogs: Dead Apple. Shirō et Archer ont été élus respectivement cinquième et dixième « meilleurs personnages masculins » tandis que Saber et Sakura ont respectivement pris les troisième et cinquième places du « meilleur personnage féminin ». Hana no uta a pris la quatrième place pour la catégorie de la meilleure chanson principale tandis que Yuki Kajiura était troisième pour la « meilleure bande sonore ».

#### II. lost butterfly
II. lost butterfly a reçu des critiques positives dans son ensemble. Kim Morrissy de Anime News Network a donné au film une note globale de « A », louant son intrigue sombre et les relations des personnages principaux. Cependant, elle pense que le film ne serait pas accessible aux nouveaux spectateurs. Skyler Allen de The Fandom Post lui a donné un « A- », faisant l'éloge des scènes de combat entre Saber Alter et Berserker comme l'un des principaux temps forts de son exécution en termes d'animation. Il aime le développement de Shirō et Sakura, mais a déclaré que les spectateurs pourraient se sentir mal à l'aise face aux sentiments de cette dernière à propos des relations sexuelles. Richard Eisenbeis de Biggest in Japan a constaté que l'arc narratif du personnage de Shirō avait un ton qui contredisait ses idéaux des histoires précédentes en raison du risque de perdre des vies pour Sakura, faisant de l'histoire un moment déterminant pour le personnage.
Écrivant pour IGN, Cristina Aldrete a estimé que la personnalité de Sakura était l'une des meilleures parties du deuxième film en raison de la façon dont elle souffre d'une caractérisation plus sombre malgré le maintien de sa propre personnalité. Les combats entre Servants ont également été notés comme étant le principal objectif du film. Pablo López de SDPNoticias a écrit que II. lost butterfly était supérieur au précédent film et qu'il le considérait comme la meilleure sortie de la franchise jusqu'à présent. Il a salué le film pour son accent sur la relation entre Shirō et Sakura ainsi que ses multiples combats de Servants, qu'il considérait comme très attrayants, mais a estimé que les fans d'Illya, Gilgamesh et d'autres personnages pourraient être déçus par leur manque d'apparition à l'écran. La présence de nudité et de sang dans le film a été notée comme une adaptation appropriée du contenu mature du visual novel, et ses visuels et scènes de combat ont également été bien accueillis,.

### Box-office

#### I. presage flower
Le premier film de la trilogie est à peine sorti en salle le weekend du 14 au 15 octobre 2017 que celui-ci s'est directement classé au premier rang du box-office japonais par entrée et par gains ; en moins de deux jours, le film a récolté 413 030 840 yens (environ 3,69 millions de dollars) pour 247 509 places soit une moyenne de 3 226 802 ¥ (environ 29 000 $) par projection. Pour le 31 octobre 2017, le film a rapporté au total 1 002 394 820 de yens (environ 8,78 millions de dollars) pour 653 132 places. Pour son quatrième weekend, I. presage flower chute à la 9e place et a rapporté 76 642 000 ¥ (environ 673 705 $) ; soit un total de 1 147 936 420 de yens (environ 10 millions de dollars) depuis sa sortie en salle. Au total, 980 000 billets se sont écoulés pour I. presage flower, rapportant 1,5 milliard de yens (13,7 millions de dollars).
Les 1 600 places de l'avant-première du film aux États-Unis, qui s'est déroulée le 3 novembre au The Theater At Ace Hotel à Los Angeles, ont toutes été vendues dès le 18 octobre. Au total, les doubles projections en anglais aux États-Unis ont rapporté un total de 193 833 $.

#### II. lost butterfly
Le deuxième film Fate/stay night: Heaven's Feel - II. lost butterfly se classe aussi premier du box-office japonais lors du weekend de sa sortie avec 363 080 entrées rapportant 602 841 741 ¥ (soit 5,55 millions de dollars). Le film a récolté plus de 1 milliard de yens (environ 9,25 millions de dollars) en 12 jours pour 648 077 billets. Sur cinq weekend, II. lost butterfly a rapporté au total 1 429 918 296 ¥ (soit 12,93 millions de dollars). Il a également vendu plus d'un million de billets d'entrées et a rapporté plus de 1,5 milliard de yens. Au 3 août 2019, le nombre total d'entrées pour le film était de 1,09 million et les recettes du box-office était de 1,66 milliard de yens, un résultat dépassant le premier film,.
Les projections en anglais aux États-Unis ont rapporté un total de 420 595 $.

#### III. spring song
Pour son weekend d'ouverture, le dernier film de la trilogie, III. spring song, s'est également classé premier du box-office japonais avec 270 000 billets rapportant 474 890 600 yens (environ 4,48 millions de dollars). Il descend à la troisième place pour son deuxième weekend en nombre de billets vendus mais rapporte 210 325 900 yens (environ 1,98 million de dollars). Le milliard de yens de revenus est dépassé en 11 jours avec 626 247 billets vendus,.
Le troisième film de la trilogie est passé de la troisième à la sixième place lors de son troisième weekend, tout en rapportant 122 679 400 ¥ (environ 1,15 million de dollars). Il remonte à la 5e place en nombre de billets vendus lors de son quatrième week-end, récoltant 107 560 200 ¥ (environ 1,01 million de dollars). Néanmoins, il chute à la 9e place en termes de billets pour son cinquième week-end, rapportant 70 232 800 ¥ (environ 664 400 $). Le 19 septembre, il est annoncé que le troisième film avait vendu 1 002 202 billets pour un total de 1 624 840 400 ¥ (environ 15,5 millions de dollars), indiquant qu'il est 10% plus rentable que le film précédent dans la même période. III. spring song est le plus rentable de la trilogie à compter du 22 septembre 2020, en générant au total 1 719 689 300 yens (environ 16,3 millions de dollars) de recettes pour 1 061 415 billets vendus.
Aux États-Unis, le film a débuté à la 10e place au box-office, avec un profit estimé à 200 000 dollars pour une sortie limitée dans 304 salles.